# Uele
Az Uele kb. 1130 km hosszú folyó a Kongói Demokratikus Köztársaságban. Az Albert-tótól északnyugatra, az Nzoro és Kibali folyók összefolyásával jön létre. A Mbomou és az Uele összefolyásával jön létre az Ubangi, a Kongó jobboldali mellékfolyója.

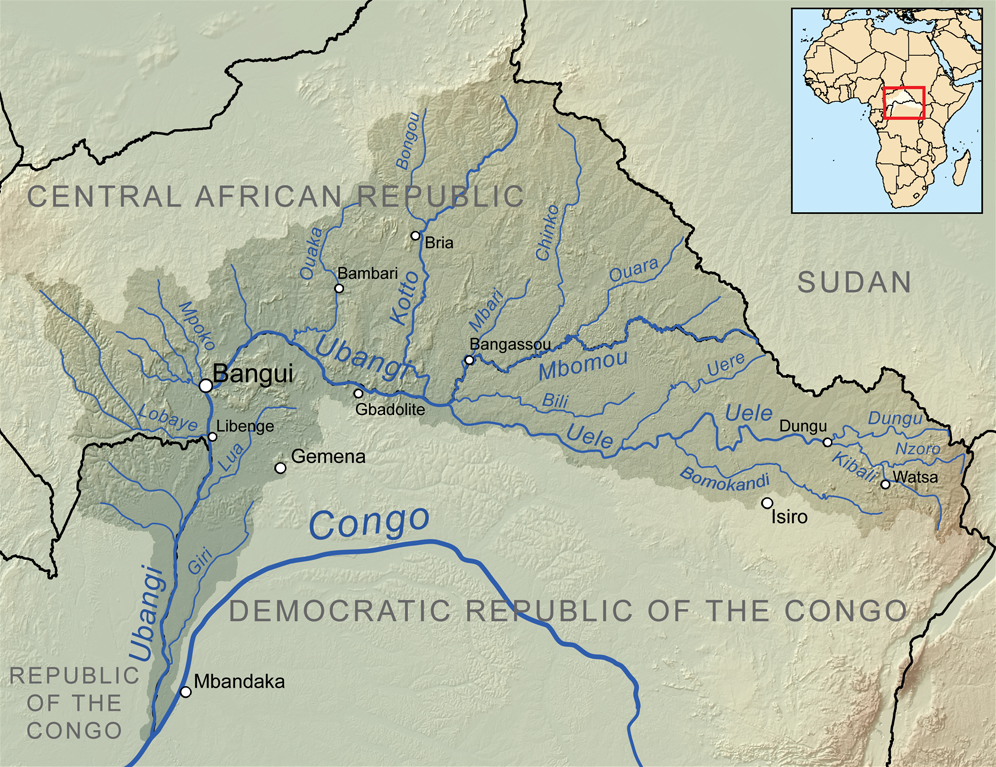
Az Uele-folyó az Ubangi vízgyűjtő medencéjében.